# Game Creek
Game Creek est une localité d'Alaska (CDP) aux États-Unis dans la Région de recensement de Skagway-Hoonah-Angoon dont la population est de 18 habitants en 2011.

## Situation - climat
Elle est située sur l'Île Chichagof à 4,2 km à l'ouest d'Hoonah.
Les températures vont de −3 °C à 4 °C en janvier et de 11 °C à 17 °C en juillet.

## Histoire - activités
Game Creek a été nommée ainsi en 1901 par E.F. Dickins. En plus de la fréquentation historique du lieu par les Tlingits, le lieu a été occupé par un groupe religieux intitulé The Farm auquel appartenaient les ressources de la communauté.
Les habitants vont travailler à Hoonah.

## Démographie
| 1990 | 2000 | 2010 | - | - | - |
| ---- | ---- | ---- | - | - | - |
| 61   | 35   | 18   | - | - | - |

## Sources et références
- (en) CIS

- (en) Cet article est partiellement ou en totalité issu de l’article de Wikipédia en anglais intitulé « Game Creek, Alaska » (voir la liste des auteurs).

1. ↑  « Statistiques des États-Unis (Alaska) - Profils des communautés de 2010 » (consulté en octobre 2020)